# Slimane Alaoui
Pour les articles homonymes, voir Alaoui.
 (avril 2022).
Si vous disposez d'ouvrages ou d'articles de référence ou si vous connaissez des sites web de qualité traitant du thème abordé ici, merci de compléter l'article en donnant les références utiles à sa vérifiabilité et en les liant à la section « Notes et références ».
Slimane Alaoui, né en 1938 à Salé est un magistrat et haut fonctionnaire marocain.

## Biographie
Slimane Alaoui fait ses études primaires et secondaires à Rabat. En 1961, il obtient une licence en droit.
Slimane Alaoui commence sa carrière en tant que diplomate au ministère des Affaires étrangères avant de devenir magistrat en février 1963.
D'abord nommé juge au tribunal régional de Beni Mellal, il devient ensuite suite avocat général substitut du procureur général à la cour d’appel de Rabat. Il a été juge assesseur à la même cour, avant sa nomination.
Il est aussi ancien procureur du Roi près le tribunal de première instance de Rabat, procureur général du Roi près la cour d’appel de Tanger et ancien directeur des tribunaux communaux et d’arrondissements au sein du ministère de la justice.
En 1974, Slimane Alaoui est nommé procureur du roi près le tribunal régional d’Agadir.
En décembre 1979, il devient le directeur général de la Direction générale de la Sûreté nationale puis le directeur des tribunaux communaux et d'arrondissements au sein du ministère de la justice.
Le 31 décembre 1999, Slimane Aloui devient wali du grand Casablanca et gouverneur de la préfecture de Casablanca-Anfa. Il quitte ce poste en juillet 2001.
Moulay Slimane Alaoui est le wali du Diwan al madhalim du 12 décembre 2002 au 14 février 2006.
Il est marié et père de deux enfants.

## Décorations
- « Dakhla », à l’occasion de la visite du roi Hassan II à la Oued Ed-Dahab-Lagouira (1980).
- Officier du Wissam Al Arch (1997) (chevalier -1989).
- Commandeur de l'ordre supérieur de la Division civile de l’Empire britannique (1980).
- Officier de l'ordre du Sénégal (1981).